# 蒂比達博山

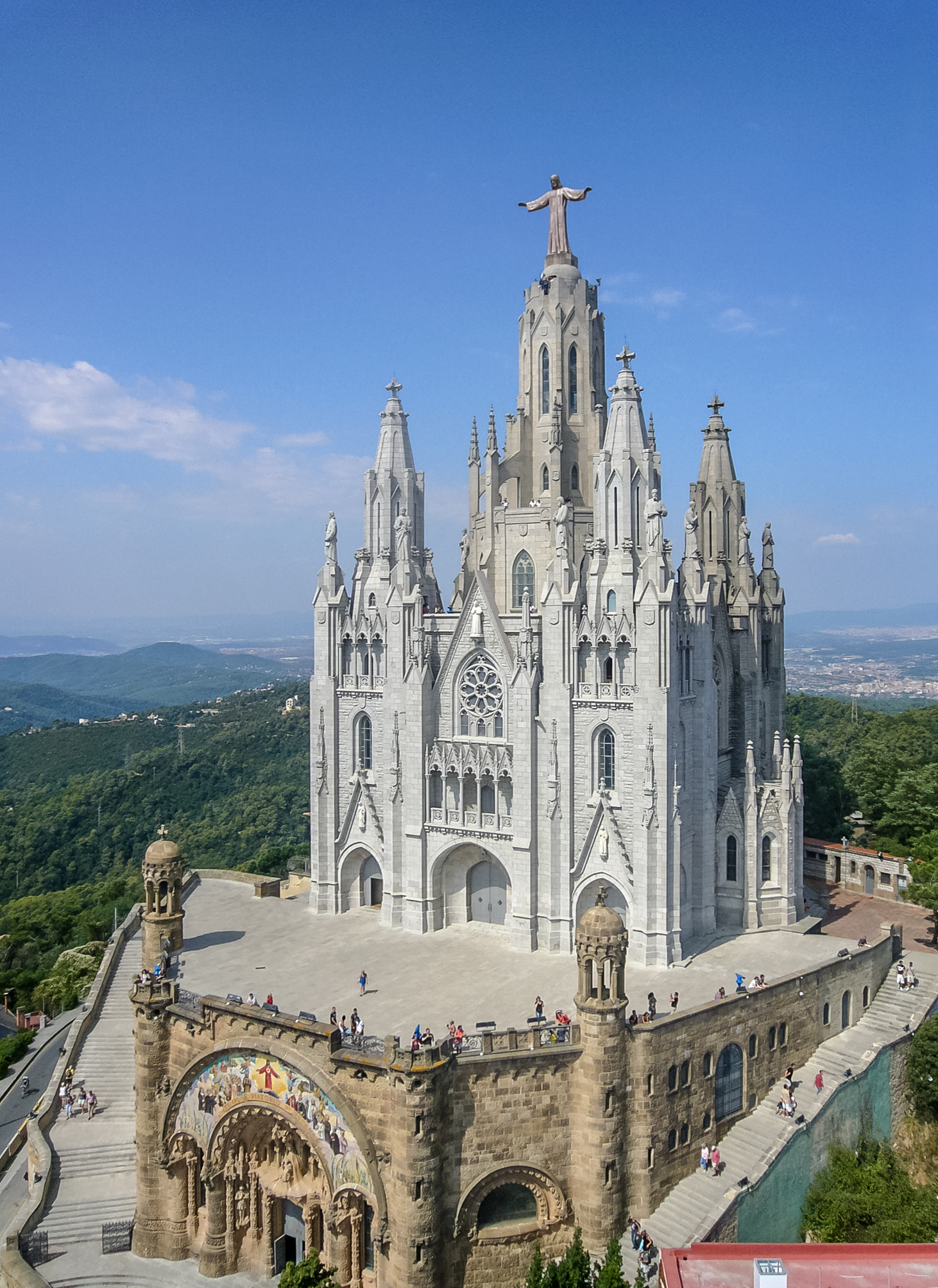

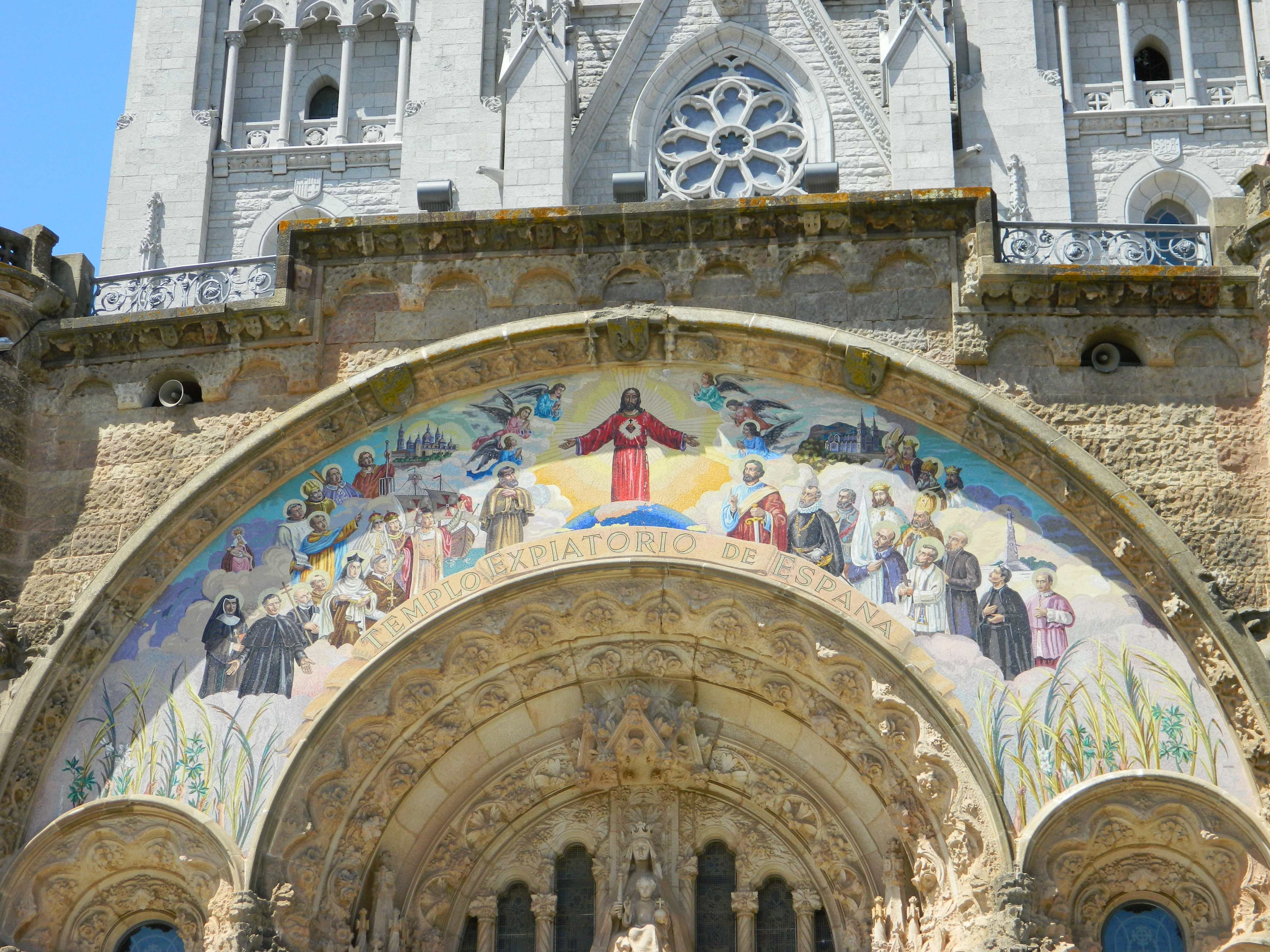

蒂比達博山，是西班牙的山峰，位於該國東北部加泰羅尼亞，屬於加泰羅尼亞海岸山脈中科利塞羅拉山脈的一部分，海拔高度512米的蒂比達博山，是該山脈的最高點。
- Panoramic QTVR view from Tibidabo （页面存档备份，存于）
- Latin Vulgate Bible, Gospel According to Saint Matthew Chapter 4 （页面存档备份，存于）
- Latin Vulgate Bible, Gospel According to Saint Luke Chapter 4 （页面存档备份，存于）

41°25′21″N 2°07′07″E / 41.42250°N 2.11861°E